# Nakamura Yusuke
Yusuke Nakamura (sinh ngày 6 tháng 10 năm 1986) là một cầu thủ bóng đá người Nhật Bản.

## Sự nghiệp câu lạc bộ
Yusuke Nakamura đã từng chơi cho Vissel Kobe và FC Ryukyu.